# Parque nacional Pre-Delta
El parque nacional Pre-Delta (Pre-delta o Predelta) es un parque nacional de Argentina en la provincia de Entre Ríos, a seis kilómetros al sur de la ciudad de Diamante. La zona es el comienzo del delta del Paraná.
El parque nacional tiene un Plan de Gestión aprobado en 2019.

## Ubicación
Se ubica en centro oeste de la provincia de Entre Ríos, en el departamento Diamante, sobre la margen izquierda del río Paraná. Está en un sector isleño muy próximo al paraje denominado La Azotea.
La localidad de Diamante está comunicada con la ciudad de Paraná -ubicada a 44 km- por la ruta provincial n.º 11. Desde Diamante hay un camino de tierra de seis kilómetros de largo, que da acceso a los parajes La Jaula y La Azotea, que se encuentran en las proximidades del parque.

## Geografía
Los ambientes de la zona son: el albardón, que es la zona de mayor altura, en donde se encuentra la selva en galería, la laguna que es el espejo de agua libre y el bañado, que son las zonas bajas y anegadizas. Este parque nacional está compuesto de tierra firme, costas anegadizas e islas que posee todo el sistema de albardones, madrejones, playas arenosas colonizadas por sauzales y alizales, pajonales y camalotes, que caracterizan el lugar.
El parque comprende un tramo del río Paraná y tres islas: del Ceibo, las Mangas y del Barro, y está totalmente delimitado por cursos fluviales. Los cursos de agua navegables, son los siguientes: arroyo La Azotea, riacho Vapor Viejo (en donde se hundió un barco británico), y arroyo Las Mangas -desde su nacimiento hasta el Puesto Operativo Las Mangas-, Saca Calzones y La Azotea.  
El pre-delta es el inicio de un conjunto de islas formadas por los sedimentos que traslada el río Paraná y sus afluentes. El delta del río Paraná nace allí y desemboca en el Río de la Plata, se desarrolla en 300 km de longitud y alcanza un ancho de hasta 40 km, su superficie total es aproximadamente de 1 200 000 ha.
El parque nacional Pre-Delta abarca una parte de la ecorregión del delta y de las islas del Río Paraná, la cual abarca una zona de islas bajas e inundables, comprendidas dentro de los valles de inundación de los cursos medios de los ríos Paraná y Paraguay. Estas islas son albardones con montes, cuyo interior es una pequeña depresión, en la que se pueden hallar pajonales y lagunas.

### Zonas de lagunas
- Espejos de aguas libres que varían su extensión, cubiertas por una variada vegetación acuática flotante, principalmente helechitos y repollitos de agua, se destaca el irupé por sus llamativas y enormes hojas circulares y sus flores.
- Aves acuáticas; patos, gallaretas, macaes, cigüeñas, chajás, garzas blancas, tres especies de martín pescador, siendo el matraca, el más grande y de colorido plumaje, la especie emblemática de este parque nacional.
- Mamíferos de hábitos acuáticos como el carpincho, el roedor más grande del mundo, y el  coipo o nutria roedora, son especies abundantes. El lobito de río es un ágil carnívoro acuático.
- Peces: sábalos, armados, patíes, bogas, manduvíes, surubíes, dorados, etc.

### Zona de barrancas
Con características propias diferenciadas de las del área insular, de fuerte pendiente y sin inundaciones. La barranca, conforma un corredor para especies vegetales subtropicales: guayabos, canelones, tembetaries, laureles, etc. Es la zona buscada por los carpinchos en épocas de inundaciones, encontrando también una importante variedad de aves, con más de 120 especies censadas.

## Clima
El clima de la región es húmedo y tropical, gracias a la influencia moderadora del río. La temperatura promedio anual es de 19 °C.
Si bien el área tiene un clima templado subhúmedo, por la influencia de las aguas, en este caso del río Paraná y los tributarios del Río de la Plata, se produce un efecto moderador que influye en las principales variables climáticas, lo cual determina un clima de tipo tropical húmedo. Esta es una de las principales razones que hicieron de la zona un vergel tropical en latitudes propicias para otro tipo de flora, como la que aparece en zonas adyacentes.

## Flora y fauna

### Flora
El sector de islas tiene bosques de ceibos y curupíes y bosques de timbó blanco. Las partes bajas están cubiertas de densos pajonales con paja de techar y paja boba, existiendo algunos espejos de agua.

### Fauna
La fauna está conformada principalmente por [mamífero]s, [reptil]es acuáticos y [aves]. Entre los mamíferos se destacan los carpinchos (Hydrochoerus hydrochaeris), cuyas huellas pueden observarse en los senderos, nutrias (Lutrinae) y lobitos de río (Lontra longicaudis); entre los reptiles se pueden hallar el yacaré ñato (especie que se creía extinta), lagarto overo (Tupinambis teguixin), culebras acuáticas y tortugas de laguna.
Las especies de aves son muy variadas, destacándose el espinero rojizo (que construye sus nidos con palitos, los cuales penden sobre el agua), patos (Anatidae), caraús (Aramus guarauna), chajás (Chauna torquata), cigüeñas (Ciconiidae), garzas (Ardeidae) y también martines pescadores (Chloroceryle sp.), los cuales abundan y son de fácil observación, por lo que se han convertido en la especie más representativa del parque.

## Creación y legislación
El 16 de octubre de 1986 la Cámara de Diputados de la Nación aprobó una declaración presentada por el diputado por Entre Ríos Rodolfo Miguel Parente, por la cual se solicitaba al Poder Ejecutivo que estudiase la posibilidad de crear un parque nacional en la zona de Diamante. El 7 de mayo de 1987 el consejo deliberante de la municipalidad de Diamante sancionó la ordenanza n.º 14/1987 donando el dominio al Estado Nacional de 2458 ha 62 a 74 ca de islas y anegadizos ubicados en su ejido con el objeto de que fuesen usados para la creación de un parque o reserva natural. El 8 de mayo de 1987 el intendente Humberto Ré la promulgó por decreto municipal n.º 242/1987. El 23 de septiembre de 1987 la municipalidad de Diamante y la Administración de Parques Nacionales firmaron un convenio de colaboración y asesoramiento recíproco para evaluar la posible creación de un parque nacional. El 19 de noviembre de 1987 el convenio fue aprobado por ordenanza n.º 67/1987, promulgada por decreto n.º 713/1987 el 28 de diciembre de 1987. El 11 de enero de 1990 fue firmado otro convenio con la participación del gobierno de Entre Ríos, aprobado por ordenanza n.º 291/1990 el 11 de abril y promulgado por decreto n.º 169/1990 el 19 de abril, creándose la Comisión Administradora del Área Natural Protegida Pre-Delta.
El 23 de julio de 1991 fue aprobada la ley provincial n.º 8491 -promulgada el 8 de agosto-, por la que se cedió al Estado Nacional la jurisdicción sobre la fracción de terreno donada por la municipalidad de Diamante:
Sobre la base de un proyecto de ley presentado por el diputado nacional Parente, el 19 de diciembre de 1991 se sancionó la ley n.º 24063 de creación de este parque nacional, la cual fue promulgada de hecho el 13 de enero de 1992, y publicada en el Boletín Oficial el 20 de enero de 1992.

ARTICULO 1° — Créase bajo el régimen de la ley 12.103 el Parque Nacional Pre-Delta, ubicado en el departamento Diamante, provincia de Entre Ríos, cuyos límites son los siguientes: al norte: barrancas que lo separan del ejido de Diamante; al este: arroyo de los Negros hasta su barra con el arroyo del Ceibo, luego el arroyo del Ceibo hasta su barra con el arroyo de la Manga, desde esta unión el arroyo de la Manga hasta la unión con los zanjones del Barillal hasta su barra con el arroyo Saca Calzones; al oeste: canal del río Paraná; al sur: arroyo Saca Calzones (...) 
 ARTICULO 2° - (...) En el marco de la ley nacional 22351 y lo dispuesto por la ley provincial 8491 (B.O. provincia de Entre Ríos 14/8/91), la provincia de Entre Ríos y la Municipalidad de Diamante, participan en el manejo del Parque Nacional a través de acciones coordinadas y conjuntas con la Administración de Parques Nacionales.

La finalidad fue la de preservar una parte de los ambientes del delta superior del río Paraná.
El 19 de mayo de 1992 se realizó el acto formal de inauguración y toma de posesión por parte de la Administración de Parques Nacionales. El 1 de abril de 1997 la administración de parque nacional fue independizada de la del parque nacional El Palmar, designándose un intendente.
Por resolución n.º 122/98 del 20 de agosto de 1998 la Administración de Parques Nacionales dispuso aprobar una Lista de Vertebrados de Valor Especial del parque nacional Predelta, compuesta por: 10 aves, 5 mamíferos, 3 reptiles, y un anfibio.

## Campo Nacional Coronel Sarmiento
El 14 de diciembre de 2009 la Administración de Parques Nacionales adquirió del Ejército Argentino el Campo Nacional Coronel Sarmiento, ubicado adyacente al parque nacional Pre-Delta y que tiene una superficie de 146 ha 29 a 31 ca. Este campo tiene interés conservacionista y puede servir para construir en él el área de servicios del parque nacional, dado que se halla en tierra firme sobre las barrancas y con fácil acceso desde Diamante. Mediante la ley provincial n.º 10193 sancionada el 20 de diciembre de 2012 y promulgada el 26 de diciembre fue desafectado del ejido municipal de Diamante el Campo Nacional Coronel Sarmiento, para ser transferida su jurisdicción al Estado Nacional con el objeto de incorporarlo al parque nacional Pre-Delta. La ley fijó un plazo de 4 años desde su publicación para que el Congreso Nacional sancionase la ley aceptando la cesión de jurisdicción, plazo que se cumplió el 8 de enero de 2017 quedando sin efecto. El campo se hallaba arrendado por el Ejército Argentino a un arrendatario privado que llevó adelante acciones legales. Aunque la Administración de Parques Nacionales tiene el dominio del campo y efectúa allí acciones de preservación, al caducar la ley de cesión la jurisdicción sobre el campo sigue perteneciendo a la provincia de Entre Ríos, razón por la cual no pudo ser incorporado al parque nacional en virtud de la exigencia prevista en el régimen de la ley n.º 22351.
El 30 de junio de 2022 fue sancionada la ley nacional n.º 27672 que aceptó la transferencia de jurisdicción efectuada por la provincia de Entre Ríos al Estado nacional. La ley fue promulgada el 12 de julio de 2022 mediante el decreto n.º 387/2022, quedando legalmente incorporado el Campo Nacional Coronel Sarmiento al parque nacional Pre-Delta.

## Administración
Por resolución n.º 126/2011 de la Administración de Parques Nacionales de fecha 19 de mayo de 2011 se dispuso que Pre-Delta encuadrara para los fines administrativos en la categoría áreas protegidas de complejidad III, por lo cual el parque nacional tiene a su frente un intendente designado, del que dependen 4 departamentos (Administración; Obras y Mantenimiento; Guardaparques Nacionales; Conservación y Uso Público) y la División Despacho y Mesa de Entradas, Salidas, y Notificaciones. La intendencia tiene su sede en la ciudad de Diamante y administra a la vez el parque nacional Islas de Santa Fe.

## Área recreativa Paraje La Jaula
Combinación de ambientes acuáticos (lagunas, arroyos, bañados) junto con los de barrancas, representan un elemento de gran belleza en sí mismo, le confieren un atractivo escénico muy particular al parque nacional. Las actividades recreativas se concentran en esta zona, ya que al estar delimitado por cursos fluviales se ven limitados los problemas de circulación interna que impiden la libre movilidad de los visitantes dentro del resto del área protegida. El Paraje La Jaula, distante 5 km de la ciudad de Diamante, es el único punto por el que puede ingresarse por tierra, por un camino vecinal. En ella están representados los ambientes característicos del resto del parque nacional. Las principales actividades que desarrolla el visitante son: recorridas por senderos, pesca deportiva de costa, acampe, observación de avifauna. También puede observarse las islas que componen el parque nacional; el Ceibo, las Mangas, del Barro.
Debido a las características del parque, principalmente formado por islas, la mayoría de las actividades deben realizarse en embarcaciones adecuadas. Sin embargo, la Administración de Parques Nacionales creó en el Paraje La Jaula dos senderos interpretativos y un campamento, en el cual hay fogones.